# Northrop Grumman X-47A Pegasus
Northrop Grumman X-47A Pegasus je demonstrátorem bezpilotního bojového letadla s vlastnostmi stealth, jehož vznik zpočátku financovala společnost Northrop Grumman. Cílem tohoto letounu bylo prokázání schopností umožňující jeho provoz z letadlových lodí. Spolu s bezpilotním letounem Boeing X-45 se zúčastnil společného programu USAF a US Navy Joint Unmanned Combat Air Systems (J-UCAS) na bezpilotní bojový letoun.

## Konstrukce X-47A

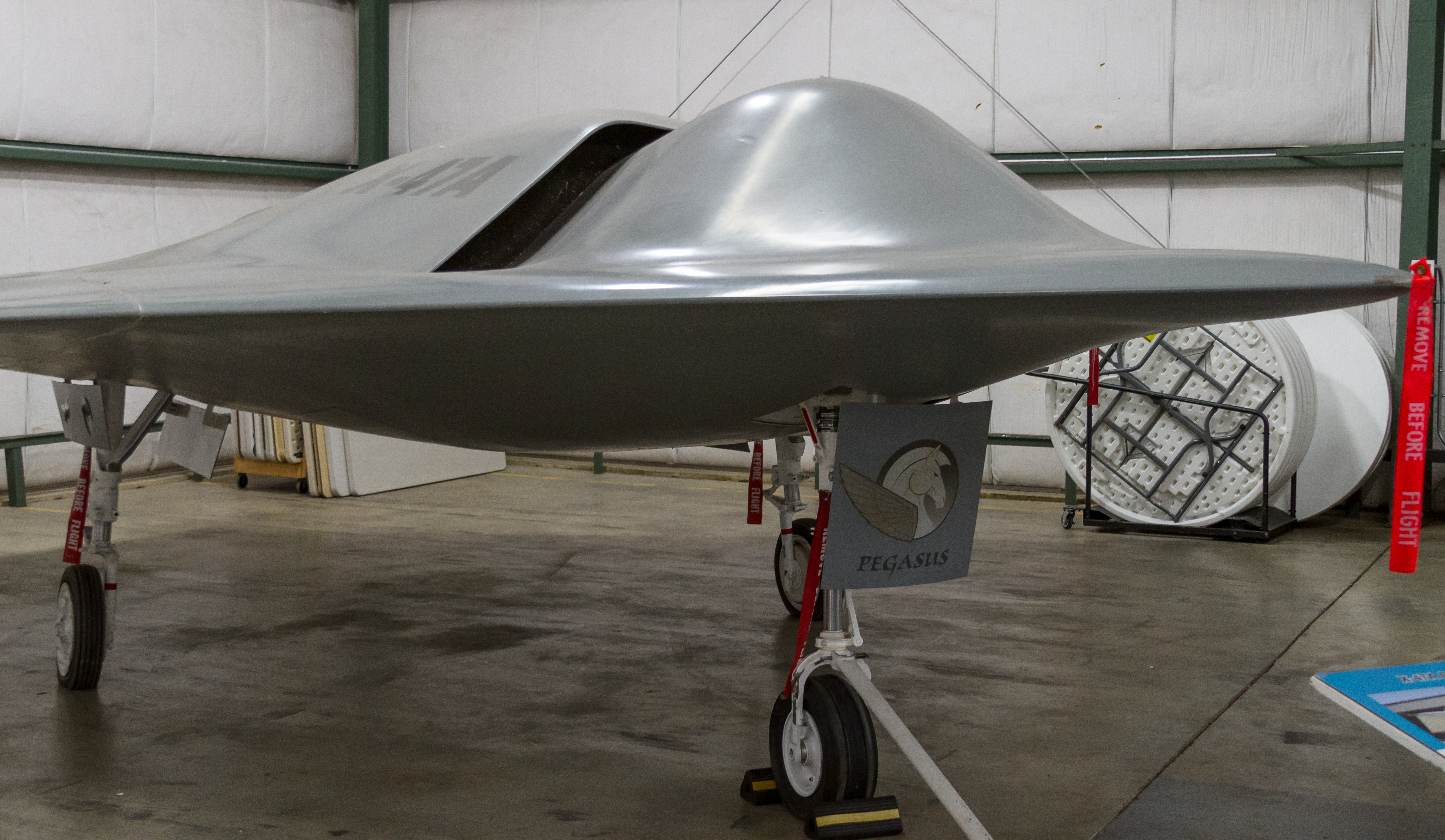
Maketa X-47A Pegasus

Dron X-47 byl navržen s ohledem na nízkou radarovou odrazovou stopu (RCS). Vstup vzduchu k motoru se nachází na horní straně trupu letounu. Z čelního pohledu je navíc zakrytý přední částí trupu, která kryje lopatky motoru, které patří k výrazným zdrojům odrazu radarových signálů. Výstupní tryska dvouproudového motoru P&W Canada JT15D-5C postrádá prvky, které by vedly ke snížení radarové a infračervené stopy. Letoun X-47A byl navržen jako samokřídlo, které tvarem připomíná deltoidního draka. Náběžná hrana křídla je pod úhlem 55 °k trupu, odtoková hrana křídla je pod úhlem 35 °. Pro manévrování byl letoun vybaven šesticí řídících ploch. Jsou jimi dvojice elevonů, kromě nich má letoun také řídící plochy na horní a spodní straně křídel pro směrové řízení. Letadlo je vyrobeno z hliníku, kompozitních materiálu z uhlíkových vláken.
X-47A byl disponoval vnitřní pumovnicí, která ale během testování nebyla využita.
Letoun byl vybaven zatažitelným tříkolovým podvozkem příďového typu a zachycovacím hákem.
Součástí avioniky měl být systém určování polohy pro přistání na letadlové lodi využívající palubní Shipboard-Relative Global Positioning System (SRGPS). Ten měl letounu umožnit navigaci s přesností na 40 cm pro automatické přistání.

## Vznik a vývoj
Společnost Northrop Grumman se dle prohlášení tehdejšího programového manažera v červenci roku 2000 rozhodla investovat do vývoje bezpilotního demonstrátoru. Firma Nortrop Grumman tím sledovala zájem US Navy a agentury DARPA, které spolu vyhlásily program Naval Unmanned Combat Aerial Vehicle (UCAS-N).
Výroba letounu z kompozitních materiálů byla svěřena společnosti Scaled Composites, které trvala výroba rok a 12 dní od začátku práce do jeho dodání.
Maketa chystaného letounu byla odhalena v únoru 2001.
V červnu 2001 přidělila DARPA projektu Pegasus označení X-47A. Dále bylo vyhrazeno označení X-47B, který se měl stát součástí programu UCAV-N.
Roll out prvního letounu X-47A proběhl 30. červenci 2001 z výrobny v kalifornském Mojave. Ze Scaled Composite byl letoun přesunut k dokončení do pobočky Northrop Grumman Advanced Systems Development Center v El Segundo.
První pojížděcí zkouška tzv. taxi test se odehrála 19. července 2002 na letecké základně China Lake v Kalifornii. Nízkorychlostní test byl zaměřen na prověření řízení X-47A, brzdění a navigaci. Průběh testu byl rozdělen do pěti částí, které byly prováděny samostatně po vyslání povelu od pozemního stanoviště. První test verifikoval pohyb letadla a jeho schopnost rozjezdu a zastavení. Zbývající části testu prověřily schopnost letounu pohybovat se po letištní ploše na vzdálenosti od 20 do 300 stop (od 6 do 91 m).
Northrop získal v květnu kontrakt na 10 milionů USD na vývoj UCAV od agentury DARPA. Stejný kontrakt také získala firma Boeing pracující na konkurenčním letounu X-45.
Druhé kolo pojížděcích testů dokončil X-47A v září 2002.
První let byl úspěšně podniknut 23. února 2003 z letecké základny v China Lake. První let trval 12 minut.
Roku 2003 byly letouny X-45A a X-47A začleněny do nového programu J-UCAV, což byl společný projekt USAF a US Navy na bezpilotní bojový letoun, který měl mimo jiné demonstrovat schopnost potlačit nepřátelskou protivzdušnou obranu. Nulté kolo tohoto projektu měly absolvovat letouny X-45A a X-47A, v dalších kolech pak demonstrátory X-45C a X-47B jejichž letové testy byly plánovány na rok 2006.
Roku 2005 žádal Northrop Grumman po agentuře DARPA obnovení letových zkoušek letounu X-47A. Svou žádost opodstatňoval snížením rizik u chystaného letounu X-47B. Letoun měl být modernizován a místo dvojitého redundantího systému řízení letu měl být vybaven trojnásobným systémem pro řízení letu. DARPA chtěla počkat na dokončení analýzy nákladů a přínosů pro program J-UCAS.

Program J-UCAS na kterém se podílelo jak letectvo tak námořnictvo spojených států byl zrušen. Roku 2006 ustaly práce na letounech X-45C a X-47B. Program byl zrušen protože požadavky letectva a námořnictva se rozcházely. USAF požadovalo letoun „velikosti B-2“, US Navy pak upřednostňovalo letoun odpovídající více návrhu X-47A.
Později US Navy pokračovalo s vývojem letounu X-47B.

## Muzejní exponáty
Maketa X-47A se nachází v marylandském muzeu Patuxent River Naval Air Museum.

## Varianty
- X-47A – testovací letoun
- X-47B – prototyp, který vznikl v následném programu Unmanned Combat Air System Demonstrator (UCAS-D)[25]
- X-47C – návrh zvětšené verze X-47B o nosnosti 10 000 lb (4 500 kg)[25]

## Specifikace (X-47A)
Technické údaje
- Délka: 8,5 m (28 ft)
- Rozpětí: 8,5 m (28 ft)
- Výška: 1,85 m (6,1 ft)
- Plocha křídel: 35,98 m2 (387,3 sq ft)
- Prázdná hmotnost: 1 740 kg (3 840 lb)
- Vzletová hmotnost: 2 212 kg (4 877 lb)
- Maximální vzletová hmotnost: 2 678 kg (5 904 lb)
- Pohonná jednotka: 1 x dvouproudový motor Pratt & Whitney Canada JT15D-5C o tahu 14,200 kN (3 192 lbf)

Výkony
- Dolet: 2 800 km (1 700 mi)
- Dostup: 12 000 m (39 000 ft)
- Tah/hmotnost: 0,65
- Rychlost:  800 km/h (500 mph)[2]